# 拉伊 (捷爾諾波爾州)
49°25′50″N 24°54′34″E / 49.43056°N 24.90944°E

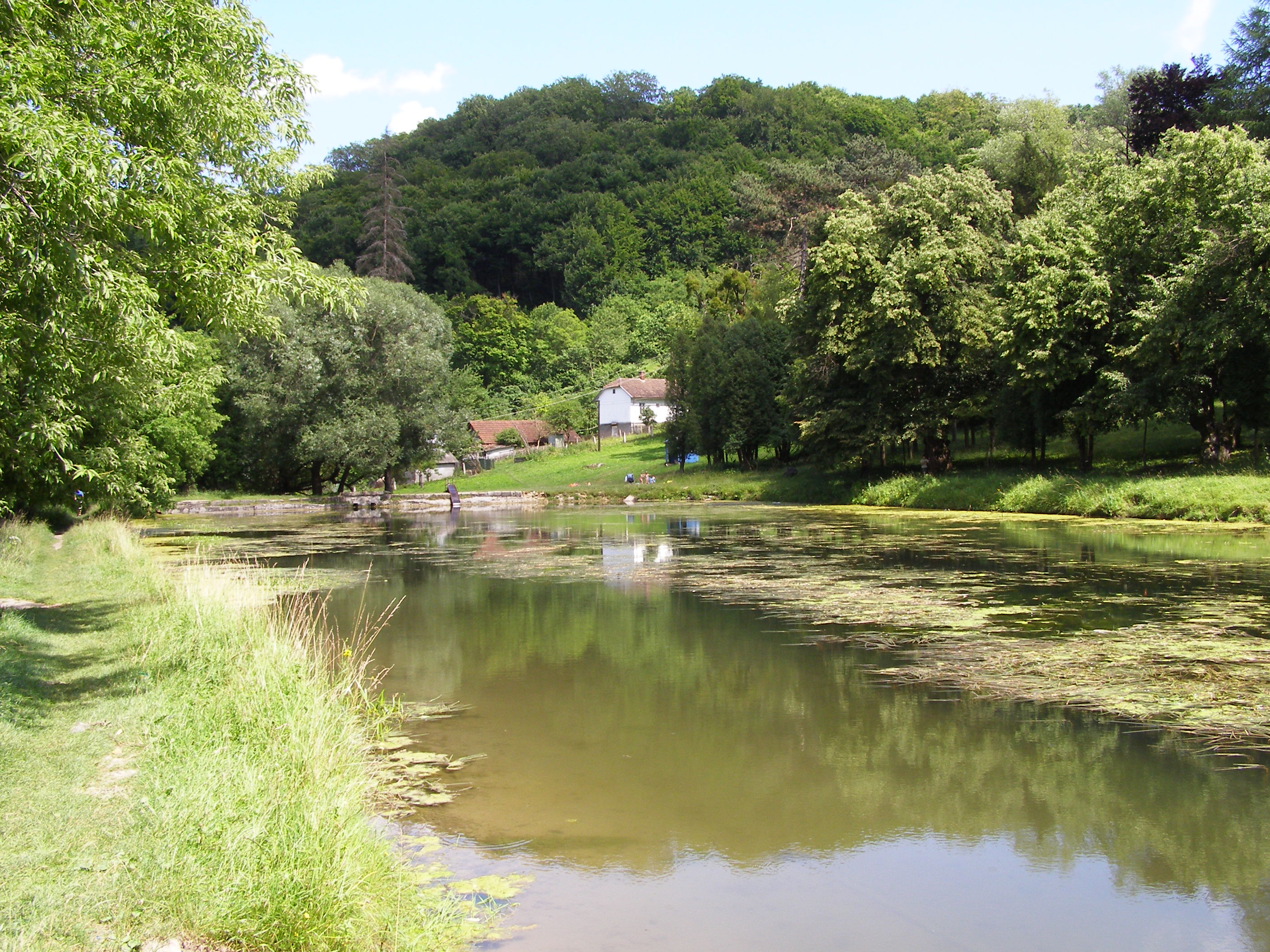

拉伊（羅馬化：Rai）是位於烏克蘭西南部的村莊，由特諾皮爾州特諾皮爾區的貝雷扎尼市鎮負責管轄。該村始建於1540年，面積1.7平方公里，海拔高度329米，2014年人口639，人口密度每平方公里445.3人。